# Sōjirō Motoki
Pour les articles homonymes, voir Motoki.
Sōjirō Motoki (本木 荘二郎, Motoki Sōjirō), 19 juin 1914 et mort le 21 mai 1977, est un producteur de cinéma et un réalisateur japonais. Il a notamment produit plusieurs films réalisés par Akira Kurosawa, dont Les Sept Samouraïs et Vivre.

## Biographie
Sōjirō Motoki a fait ses études à l'université Waseda.
Il a produit plus de 70 films entre 1945 et 1971 et a réalisé plus de 100 films de 1962 à 1977 sous divers pseudonymes.

## Filmographie sélective

### Producteur
- 1946 : Ceux qui bâtissent l'avenir (明日を作る人々, Asu o tsukuru hitobito?) d'Akira Kurosawa, Hideo Sekigawa et Kajirō Yamamoto
- 1947 : Un merveilleux dimanche (素晴らしき日曜日, Subarashiki nichiyobi?) d'Akira Kurosawa
- 1948 : L'Ange ivre (酔いどれ天使, Yoidore Tenshi?) d'Akira Kurosawa
- 1949 : Chien enragé (野良犬, Nora-inu?) d'Akira Kurosawa
- 1949 : La Mauvaise Fille (不良少女, Furyo shojo?) de Mikio Naruse
- 1950 : La Bataille de roses (薔薇合戦, Bara gassen?) de Mikio Naruse
- 1952 : Vivre (生きる, Ikiru?) d'Akira Kurosawa
- 1954 : Les Sept Samouraïs (七人の侍, Shichinin no samurai?) d'Akira Kurosawa
- 1955 : Vivre dans la peur (生きものの記録, Ikimono no kiroku?) d'Akira Kurosawa
- 1957 : Le Château de l'araignée (蜘蛛巣城, Kumonosu jo?) d'Akira Kurosawa

### Réalisateur
- 1965 : Aiyoku no jū san kaidan (愛欲の十三階段?)